# Rinaturazione
La  rinaturazione (in inglese refolding) è una procedura attraverso la quale una proteina che ha perso la propria struttura terziaria ritorna al proprio stato nativo.
Qualsiasi proteina può subire un processo di denaturazione che la porta a perdere la sua struttura tridimensionale. Per alcune proteine è talvolta possibile ripristinare la struttura terziaria riportando le condizioni (di pH, temperatura, forza ionica) allo stato originario. All'interno della cellula, attraverso il processo di rinaturazione, le proteine che hanno perso o che non hanno assunto ancora la loro struttura tridimensionale, possono essere aiutate da specifiche proteine, dette chaperonine a raggiungere la giusta forma nativa.

## Rinaturazione in vitro
Il meccanismo di rinaturazione può essere sfruttato anche in laboratorio. Questa tecnica è utilizzata soprattutto per riportare alla forma nativa (e quindi spesso funzionale) proteine ricombinanti espresse sotto forma di corpi di inclusione insolubili. L'esito del rinaturazione in vitro tuttavia non è quasi mai prevedibile in quanto è strettamente dipendente dalla metodica utilizzata e dalla proteina sottoposta al processo. Non tutte le proteine infatti hanno eguale capacità di ritrovare il corretto riavvolgimento.